# Вернер Садівник
Вернер Садівник (нім. Werner der Gärtner) — австрійський поет XIII століття.
Він є автором першого твору на селянську тематику — «Селянин Гельмбрехт», де зображується моральний занепад лицарства. Також до нас дійшла його байка — «Про вовка і гусей».
Про життя поета відомо дуже мало. Кажуть, що він був кліриком або ж навіть мандрівним менестрелем.
Діалект та опис окремих звичаїв та обрядів в його повісті, вказує на те, що Вернер походив з баварсько-австрійського регіону. Віршована повість «Селянин Гельмбрехт» також свідчить про обізнаність автора з тогочасною літературою.
Вернер увійшов в письменство як Вернер Садівник. Є декілька варіантів походження його імені:
- Поет значний час був садівником при монастирі;
- метафоричне пояснення — «творець у саду мистецтва»;
- належав до родини Ґертнер у Кремеї;
- походить від слова «garten», що означало «подорожувати».